# Jéssica Rivero
Jéssica de las Mercedes Rivero Marín (ur. 15 marca 1995 w Camagüey) – hiszpańska siatkarka pochodzenia kubańskiego, reprezentantka kraju, grająca na pozycji przyjmującej. W sezonie 2020/2021 reprezentowała DPD Legionovia Legionowo.

## Sukcesy klubowe
Superpuchar Hiszpanii:
- 2012

Puchar Królowej:
- 2013

Mistrzostwo Hiszpanii:
- 2013